# Шаришский Град
Шаришский Град (словац. Šarišský hrad) — руины одного из важнейших в прошлом замков Словакии. Расположен на холме над Вельки-Шаришом, являвшийся центром исторической области Шариш.

## История
Замок начал строиться в XIII веке для обороны торгового пути вдоль Торисы, впервые он упоминается в летописи в 1245 году как «Шаруш». Был официальной резиденцией венгерских королей, когда те посещали Шариш, а также административным центром комитата. В начале XIV века замок попал в руки противников короля Карла Роберта из семьи Омодей. В 1312 году войско Карла Роберта поразило мятежников (коими командовал Деметер Омодей) в битве при Розгановцах, и замок стал снова королевским. В 1405 году король подарил замок семье Переньи (словац. Peréniovci). В 1526 году, после Мохачской битвы, Переньи восстали против короля, перейдя на сторону Яноша I Запольяи. 4 декабря 1536 года они оккупировали Кошице, но королевские войска их разбили и в 1537 года взяли замок осадой. Замок стал центром королевских владений от Татр до Тисы. Габсбурги усилили фортификацию замка.
В 1642 году замок перешёл в руки венгерского магнатского рода Ракоци (словац. Rákoczi). В 1660 году в замке взорвался арсенал, а в 1687 году замок сгорел. С той поры замок был фактически заброшен. После эмиграции трансильванского князя Ференца II Ракоци в Турцию, территория замка перешла к семье Аспермонт (словац. Aspermont), состоявшей в родстве с Ракоци. Последним владельцем Шаришского Града был королевский коморник Геза Пульский (словац. Gejza Puľský).
В настоящее время замок является целью излюбленного туристического маршрута. С его башни открывается хороший вид на окрестности.